# Limite (théorie des catégories)
Pour les articles homonymes, voir Limite.
En mathématiques, plus précisément en théorie des catégories, la notion de limite est une construction catégorique abstraite, qui rend compte d'objets tels que les produits, les produits fibrés et les limites projectives. La construction duale, la colimite, rend compte entre autres des coproduits, sommes amalgamées et limites inductives. Dans certains cas, cette notion coïncide avec la limite au sens de l'analyse.

## Définition
Soit {\displaystyle {\mathcal {C}}} une catégorie. Les notions de limite et de colimite sont définis à l'aide de diagramme dans {\displaystyle {\mathcal {C}}}. On rappelle qu'un diagramme dans {\displaystyle {\mathcal {C}}} est représenté par un foncteur {\displaystyle F:{\mathcal {D}}^{\mathrm {op} }\to {\mathcal {C}}} où {\displaystyle {\mathcal {D}}} est une catégorie et où {\displaystyle {\mathcal {D}}^{\text{op}}} est la catégorie opposée à  {\displaystyle {\mathcal {D}}}. Nous aurions pu écrire {\displaystyle F:{\mathcal {D}}\to {\mathcal {C}}}, i.e. il n'est pas nécessaire de considérer la catégorie duale {\displaystyle {\mathcal {D}}^{\text{op}}} dans cette définition,  mais l'avantage est de donner une interprétation naturelle des diagrammes en tant que préfaisceaux.
Dans de nombreux cas, on considère {\displaystyle {\mathcal {D}}} une petite catégorie, voire finie, et on parle respectivement de petit diagramme ou de diagramme fini.
Un cône (en) dans {\displaystyle F} est la donnée d'un objet {\displaystyle N} de {\displaystyle {\mathcal {C}}} et d'une famille {\displaystyle \psi =(\psi _{X})_{X\in Ob({\mathcal {D}}^{\text{op}})}} de morphismes {\displaystyle \psi _{X}:N\to F(X)} indicés par les objets {\displaystyle X} de {\displaystyle {\mathcal {D}}^{\mathrm {op} }}, telle que pour tout morphisme {\displaystyle f:X\to Y} dans {\displaystyle D^{\mathrm {op} }}, on a {\displaystyle F(f)\circ \psi _{X}=\psi _{Y}}.
Une limite du diagramme {\displaystyle F:{\mathcal {D}}^{\mathrm {op} }\to {\mathcal {C}}} est un cône {\displaystyle (L,\phi )} dans {\displaystyle F} tel que, pour tout autre cône {\displaystyle (N,\psi )} dans {\displaystyle F}, il existe un unique morphisme {\displaystyle u:N\to L} vérifiant {\displaystyle \phi _{X}\circ u=\psi _{X}} pour tout X dans {\displaystyle {\mathcal {D}}^{\mathrm {op} }}. On dit alors que tout cône {\displaystyle (N,\psi )} se factorise par la limite {\displaystyle (L,\phi )}, de manière unique. Le morphisme {\displaystyle u:N\to L} s'appelle morphisme médiateur. En d'autres termes, on a le diagramme suivant :
De manière équivalente, les limites sont les objets terminaux de la catégorie des cônes (en) dans F. Encore un autre point de vue est le suivant : la catégorie de foncteurs {\displaystyle [{\mathcal {D}}^{\mathrm {op} },{\mathcal {C}}]} correspond à la catégorie des diagrammes de type {\displaystyle {\mathcal {D}}} dans {\displaystyle {\mathcal {C}}}. On a le foncteur diagonal (en) {\displaystyle \Delta :{\mathcal {C}}\to [{\mathcal {D}}^{\mathrm {op} },{\mathcal {C}}]} qui envoie tout objet N de {\displaystyle {\mathcal {C}}} vers le foncteur constant. Alors les transformations naturelles (qui sont des foncteurs au sens de la catégorie de foncteurs) {\displaystyle \Delta (N)\to F} sont exactement les cônes de N dans F. Une limite de F n'est alors rien d'autre qu'un morphisme universel de {\displaystyle \Delta } vers F. Ce point de vue rend visible que les limites sont des constructions universelles, ainsi que leur caractère fonctoriel : le foncteur Lim est adjoint à droite au foncteur diagonal.
Il est tout à fait possible qu'un diagramme ne possède aucune limite, mais si elle existe, elle est unique à isomorphisme près. D'une manière générale, les objets et morphismes précis qui interviennent dans le diagramme dont on prend la limite sont moins importants que les relations qui les lient. En ce sens, un égaliseur est essentiellement la limite d'un diagramme de type {\displaystyle \bullet \rightrightarrows \bullet }. Une catégorie est dite complète si toutes les petites limites existent, c'est-à-dire les limites des diagrammes de type {\displaystyle {\mathcal {D}}} avec {\displaystyle {\mathcal {D}}} une petite catégorie.
La notion duale de colimite est obtenue en renversant le sens des flèches, avec une notion de cocône et de catégorie cocomplète.

## Exemples
- La limite du diagramme vide {\displaystyle {\mathcal {D}}=\emptyset } est, lorsqu'il existe, l'objet terminal de {\displaystyle {\mathcal {C}}}.
- Si {\displaystyle {\mathcal {D}}} est une catégorie discrète, alors la limite correspond au produit.
- Si {\displaystyle {\mathcal {D}}=a\rightrightarrows b}, alors {\displaystyle \lim F} est l'égaliseur des morphismes {\displaystyle F(a)\to F(b)}.
- Si {\displaystyle {\mathcal {D}}=\bullet \rightarrow \bullet \leftarrow \bullet }, la limite correspond à un produit fibré.

## Propriétés
- Le foncteur Hom covariant commute aux limites, c'est un foncteur continu (en).
- Tout foncteur représentable préserve les limites (mais pas nécessairement les colimites).
- Une catégorie admettant les égaliseurs et tous les produits indexés par {\displaystyle \operatorname {Ob} ({\mathcal {D}})} et {\displaystyle \operatorname {Hom} ({\mathcal {D}})}, admet toutes les limites de forme {\displaystyle {\mathcal {D}}}.

La limite du diagramme {\displaystyle F:{\mathcal {D}}\to {\mathcal {C}}} peut être construite comme étant l'égaliseur des deux morphismes
{\displaystyle s,t:\prod _{i\in \operatorname {Ob} ({\mathcal {D}})}F(i)\rightrightarrows \prod _{f\in \operatorname {Hom} ({\mathcal {D}})}F(\operatorname {cod} (f))}
donnés par
{\displaystyle {\begin{aligned}s&={\bigl (}F(f)\circ \pi _{F(\operatorname {dom} (f))}{\bigr )}_{f\in \operatorname {Hom} ({\mathcal {D}})}\\t&={\bigl (}\pi _{F(\operatorname {cod} (f))}{\bigr )}_{f\in \operatorname {Hom} ({\mathcal {D}})}.\end{aligned}}}

## Limite dans la catégorie des ensembles
On peut considérer les limites dans la catégorie {\displaystyle {\mathcal {C}}} = Set des ensembles. Alors en posant le foncteur constant {\displaystyle \mathrm {pt} :d\mapsto \{\star \}}, on a
{\displaystyle \lim F=\operatorname {Hom} _{[{\mathcal {D}}^{\mathrm {op} },{\mathsf {Set}}]}(\mathrm {pt} ,F)}

## Limite pondérée
En théorie des catégories {\displaystyle {\mathcal {V}}}-enrichies, il est naturel de chercher à remplacer les cônes en introduisant un poids {\displaystyle W:{\mathcal {D}}^{\mathrm {op} }\to {\mathcal {V}}} : on peut définir la limite pondérée {\displaystyle \lim _{W}F} (parfois notée {\displaystyle \lim {}^{W}F} ou encore {\displaystyle \{W,F\}}) comme l'objet de {\displaystyle {\mathcal {C}}} qui, lorsqu'il existe, vérifie la relation naturelle en c objet de {\displaystyle {\mathcal {C}}} :
{\displaystyle \operatorname {Hom} _{\mathcal {C}}(c,\lim _{W}F)\simeq \operatorname {Hom} _{[{\mathcal {D}}^{\mathrm {op} },{\mathcal {V}}]}(W(-),\operatorname {Hom} _{\mathcal {C}}(c,F(-)))}
En particulier, lorsque {\displaystyle {\mathcal {V}}={\mathcal {C}}}, on a
{\displaystyle \lim _{W}F=\operatorname {Hom} _{[{\mathcal {D}}^{\mathrm {op} },{\mathcal {V}}]}(W,F)}